# Championnat de France féminin de football 1976-1977
Navigation
Édition précédente Édition suivante
Le Division 1 1976-1977  est la 3e édition du championnat de France féminin de football.
Le premier niveau national du championnat féminin oppose vingt clubs français répartis dans quatre groupes de cinq équipes, en une série de huit rencontres jouées durant la saison de football. Les deux meilleures équipes de chaque groupe sont qualifiées pour les quarts de finale de la compétition. La phase finale consiste en trois tours de confrontations directes aller-retour.
Les dernières places de chaque groupe du championnat sont synonymes de relégation en division inférieure.
À l'issue de la saison, le Stade de Reims décroche le troisième titre de champion de France de son histoire en battant en finale le Caluire SCSC, sur le score cumulé de quatre buts à un.

## Participants
Ces tableaux présentent les dix-huit équipes qualifiées pour disputer le championnat 1976-1977. On y trouve le nom des clubs, la date de création du club, l'année de la dernière montée au sein de l'élite, le nom des stades ainsi que la capacité de ces derniers.
Le championnat comprend quatre groupes de cinq équipes.
Légende des couleurs
- Champion de Division 1 la saison précédente.
- Promu de Division d'Honneur.

| Nom du club       | Date de création | Dernière montée | Stade                        | Capacité | Vict. |
| ----------------- | ---------------- | --------------- | ---------------------------- | -------- | ----- |
| Stade de Reims    | 1968             | -               | -                            | -        | 2     |
| FC Vendenheim     | 1974             | -               | Stade Waldeck                | -        | /     |
| FC Metz           | -                | -               | -                            | -        | /     |
| AS Nancy-Lorraine | -                | 1976            | Annexe du Stade Marcel-Picot | -        | /     |
| US Orléans        | 1970             | -               | -                            | -        | /     |

| Nom du club        | Date de création | Dernière montée | Stade                          | Capacité | Vict. |
| ------------------ | ---------------- | --------------- | ------------------------------ | -------- | ----- |
| ES Juvisy-sur-Orge | 1971             | 1976            | Stade Robert-Bobin             | -        | /     |
| FC Rouen           | 1970             | -               | Stade de la Ferme              | -        | /     |
| AS Étrœungt        | -                | 1975            | -                              | -        | /     |
| AS Valentigney     | -                | -               | Stade des Longines             | -        | /     |
| ESF Vitry          | -                | -               | Parc omnisports Fabien Ghiloni | -        | /     |

| Nom du club            | Date de création | Dernière montée | Stade                              | Capacité | Vict. |
| ---------------------- | ---------------- | --------------- | ---------------------------------- | -------- | ----- |
| ES Arpajonnaise        | -                | 1976            | Stade du Pont                      | -        | /     |
| ASPTT Bordeaux         | -                | 1976            | -                                  | -        | /     |
| US Colomiers           | -                | 1975            | Stade Bertrand Andrieux            | -        | /     |
| Caluire SCSC           | 1968             | 1976            | Complexe sportif Terre des Lièvres | -        | /     |
| Olympique de Marseille |                  | 1975            | Stade de la Pépinière              | -        | /     |

| Nom du club        | Date de création | Dernière montée | Stade             | Capacité | Vict. |
| ------------------ | ---------------- | --------------- | ----------------- | -------- | ----- |
| FF Quimper         | 1971             | 1975            | Stade de Kerhuel  | 5 050    | /     |
| Bergerac Foot      | -                | -               | -                 | -        | /     |
| SO Châtelleraudais | -                | 1976            | -                 | -        | /     |
| Limoges FC         |                  | -               | Stade du Mas Loge | -        | /     |
| US Montfaucon      | -                | 1976            | -                 | -        | /     |

Localisation des clubs engagés dans le championnat
| \| FC Vendenheim Stade de Reims FC Metz AS Valentigney FC Rouen AS Étrœungt US Orléans ESF Vitry Stade quimperois Bergerac Foot Limoges FC US Colomiers Olympique de Marseille AS Nancy-Lorraine ES Juvisy-sur-Orge ES Arpajonnaise ASPTT Bordeaux Caluire SCSC SO Châtelleraudais US Montfaucon \| |
| FC Vendenheim Stade de Reims FC Metz AS Valentigney FC Rouen AS Étrœungt US Orléans ESF Vitry Stade quimperois Bergerac Foot Limoges FC US Colomiers Olympique de Marseille AS Nancy-Lorraine ES Juvisy-sur-Orge ES Arpajonnaise ASPTT Bordeaux Caluire SCSC SO Châtelleraudais US Montfaucon       |

## Compétition

### Premier Tour

#### Classements
Le classement est calculé avec le barème de points suivant : une victoire vaut deux points, le match nul un et la défaite zéro.
Critères de départage en cas d'égalité au classement :
1. classement aux points des matchs joués entre les clubs ex æquo ;
2. différence entre les buts marqués et les buts concédés par chacun d’eux au cours des matchs qui les ont opposés ;
3. différence entre les buts marqués et les buts concédés sur la totalité des matchs joués dans le championnat ;
4. plus grand nombre de buts marqués sur la totalité des matchs joués dans le championnat ;
5. en cas de nouvelle égalité, une rencontre supplémentaire aura lieu sur terrain neutre avec, éventuellement, l’épreuve des tirs au but.

| Rang | Équipe              | Pts | J | G | N | P | Bp | Bc | Diff |
| ---- | ------------------- | --- | - | - | - | - | -- | -- | ---- |
| 1    | Stade de Reims T    | 7   | 4 | 3 | 1 | 0 | 11 | 2  | +9   |
| 2    | FC Metz             | 6   | 4 | 3 | 0 | 1 | 13 | 4  | +9   |
| 3    | US Orléans          | 4   | 4 | 2 | 0 | 2 | 9  | 8  | +1   |
| 4    | FC Vendenheim       | 3   | 4 | 1 | 1 | 1 | 7  | 5  | +2   |
| 5    | AS Nancy-Lorraine P | 0   | 4 | 0 | 0 | 4 | 1  | 21 | -20  |

|  | Qualifié pour les quarts de finale. |
|  | Relégué en division inférieure. |
|  | Rétrogradé administrativement. |
|  | T Tenant du titre. P Promu de Division d'Honneur. Pts points ; G victoires ; N match nuls ; P défaites Bp buts marqués ; Bc buts encaissés ; Diff différence de buts |

| Rang | Équipe               | Pts | J | G | N | P | Bp | Bc | Diff |
| ---- | -------------------- | --- | - | - | - | - | -- | -- | ---- |
| 1    | FC Rouen             | 7   | 4 | 3 | 1 | 0 | 6  | 1  | +5   |
| 2    | AS Étrœungt          | 6   | 4 | 2 | 2 | 0 | 5  | 0  | +5   |
| 3    | ES Juvisy-sur-Orge P | 5   | 4 | 2 | 1 | 1 | 3  | 3  | 0    |
| 4    | ESF Vitry            | 2   | 4 | 1 | 0 | 3 | 4  | 6  | -2   |
| 5    | AS Valentigney       | 0   | 4 | 0 | 0 | 4 | 3  | 11 | -8   |

|  | Qualifié pour les quarts de finale. |
|  | Relégué en division inférieure. |
|  | Qualifié pour les quarts de finale et rétrogradé administrativement.                                                                              |
|  | P Promu de Division d'Honneur. Pts points ; G victoires ; N match nuls ; P défaites Bp buts marqués ; Bc buts encaissés ; Diff différence de buts |

| Rang | Équipe                 | Pts | J | G | N | P | Bp | Bc | Diff |
| ---- | ---------------------- | --- | - | - | - | - | -- | -- | ---- |
| 1    | Caluire SCSC P         | 8   | 4 | 4 | 0 | 0 | 22 | 1  | +21  |
| 2    | Olympique de Marseille | 4   | 4 | 2 | 0 | 2 | 11 | 7  | +4   |
| 3    | US Colomiers           | 3   | 4 | 1 | 1 | 2 | 4  | 9  | -5   |
| 4    | ASPTT Bordeaux P       | 3   | 3 | 1 | 1 | 2 | 3  | 16 | -13  |
| 5    | ES Arpajonnaise P      | 2   | 4 | 1 | 0 | 3 | 1  | 6  | -5   |

|  | Qualifié pour les quarts de finale. |
|  | Relégué en division inférieure. |
|  | P Promu de Division d'Honneur. Pts points ; G victoires ; N match nuls ; P défaites Bp buts marqués ; Bc buts encaissés ; Diff différence de buts |

| Rang | Équipe               | Pts | J | G | N | P | Bp | Bc | Diff |
| ---- | -------------------- | --- | - | - | - | - | -- | -- | ---- |
| 1    | Stade quimperois     | 6   | 4 | 3 | 0 | 1 | 8  | 5  | +3   |
| 2    | Bergerac Foot        | 5   | 4 | 2 | 1 | 1 | 11 | 7  | +4   |
| 3    | SO Châtelleraudais P | 4   | 4 | 2 | 0 | 2 | 8  | 10 | -2   |
| 4    | US Montfaucon P      | 3   | 4 | 1 | 1 | 2 | 3  | 4  | -1   |
| 5    | Limoges FC           | 2   | 4 | 1 | 0 | 3 | 8  | 12 | -4   |

|  | Qualifié pour les quarts de finale. |
|  | Relégué en division inférieure. |
|  | P Promu de Division d'Honneur. Pts points ; G victoires ; N match nuls ; P défaites Bp buts marqués ; Bc buts encaissés ; Diff différence de buts |

#### Résultats
| 1re journée       | 1re journée | 1re journée       |
| Club              | Score       | Club              |
| ----------------- | ----------- | ----------------- |
| Stade de Reims    | 1 - 1       | FC Vendenheim     |
| FC Metz           | 7 - 0       | AS Nancy-Lorraine |
| 2e journée        |             |                   |
| Club              | Score       | Club              |
| FC Vendenheim     | 0 - 3       | FC Metz           |
| AS Nancy-Lorraine | 0 - 6       | US Orléans        |
| 3e journée        |             |                   |
| Club              | Score       | Club              |
| FC Metz           | 0 - 3       | Stade de Reims    |
| US Orléans        | 2 - 1       | FC Vendenheim     |
| 4e journée        |             |                   |
| Club              | Score       | Club              |
| Stade de Reims    | 4 - 0       | US Orléans        |
| FC Vendenheim     | 5 - 0       | AS Nancy-Lorraine |
| 5e journée        |             |                   |
| Club              | Score       | Club              |
| AS Nancy-Lorraine | 1 - 3       | Stade de Reims    |
| FC Metz           | 1 - 3       | US Orléans        |

| 1re journée            | 1re journée | 1re journée            |
| Club                   | Score       | Club                   |
| ---------------------- | ----------- | ---------------------- |
| ASPTT Bordeaux         | 0 - 1       | ES Arpajonnaise        |
| Olympique de Marseille | 4 - 2       | US Colomiers           |
| 2e journée             |             |                        |
| Club                   | Score       | Club                   |
| ES Arpajonnaise        | 1 -7        | Olympique de Marseille |
| US Colomiers           | 0 - 4       | Caluire SCSC           |
| 3e journée             |             |                        |
| Club                   | Score       | Club                   |
| Caluire SCSC           | 10 - 0      | ES Arpajonnaise        |
| Olympique de Marseille | 0 - 1       | ASPTT Bordeaux         |
| 4e journée             |             |                        |
| Club                   | Score       | Club                   |
| ES Arpajonnaise        | 0 - 0       | US Colomiers           |
| ASPTT Bordeaux         | 0 - 4       | Caluire SCSC           |
| 5e journée             |             |                        |
| Club                   | Score       | Club                   |
| Caluire SCSC           | 3 - 0       | Olympique de Marseille |
| US Colomiers           | 1 - 0       | ASPTT Bordeaux         |

| 1re journée        | 1re journée | 1re journée        |
| Club               | Score       | Club               |
| ------------------ | ----------- | ------------------ |
| AS Valentigney     | 1 - 2       | FC Rouen           |
| AS Étrœungt        | 2 - 0       | ESF Vitry          |
| 2e journée         |             |                    |
| Club               | Score       | Club               |
| ESF Vitry          | 0 - 1       | ES Juvisy-sur-Orge |
| FC Rouen           | 0 - 0       | AS Étrœungt        |
| 3e journée         |             |                    |
| Club               | Score       | Club               |
| AS Étrœungt        | 3 - 0       | AS Valentigney     |
| ES Juvisy-sur-Orge | 0 - 2       | FC Rouen           |
| 4e journée         |             |                    |
| Club               | Score       | Club               |
| FC Rouen           | 2 - 0       | ESF Vitry          |
| AS Valentigney     | 1 - 2       | ES Juvisy-sur-Orge |
| 5e journée         |             |                    |
| Club               | Score       | Club               |
| ES Juvisy-sur-Orge | 0 - 0       | AS Étrœungt        |
| ESF Vitry          | 4 - 1       | AS Valentigney     |

| 1re journée        | 1re journée | 1re journée        |
| Club               | Score       | Club               |
| ------------------ | ----------- | ------------------ |
| Stade quimperois   | 2 - 1       | US Montfaucon      |
| SO Châtelleraudais | 4 - 3       | Limoges FC         |
| 2e journée         |             |                    |
| Club               | Score       | Club               |
| US Montfaucon      | 2 - 0       | SO Châtelleraudais |
| Limoges FC         | 2 - 5       | Bergerac Foot      |
| 3e journée         |             |                    |
| Club               | Score       | Club               |
| Bergerac Foot      | 0 - 0       | US Montfaucon      |
| SO Châtelleraudais | 1 - 3       | Stade quimperois   |
| 4e journée         |             |                    |
| Club               | Score       | Club               |
| Stade quimperois   | 3 - 2       | Bergerac Foot      |
| US Montfaucon      | 0 - 2       | Limoges FC         |
| 5e journée         |             |                    |
| Club               | Score       | Club               |
| Bergerac Foot      | 4 - 2       | SO Châtelleraudais |
| Limoges FC         | 1 - 0       | Stade quimperois   |

Sources : 
- Cinquième journée : France Football, No 1602 du 21 décembre 1976, p. 28

### Phase finale
Source : Erik Garin et Hervé Morard, « France - List of Women Final Tables », sur rsssf.com
|  | Quarts de finale | Quarts de finale       | Quarts de finale | Quarts de finale |                |                | Demi-finales | Demi-finales | Demi-finales | Demi-finales |  |  | Finale | Finale | Finale | Finale |
|  |                  |                        |                  |                  |                |                |              |              |              |              |  |  |        |        |        |        |
|  |                  |                        |                  |                  |                |                |              |              |              |              |  |  |        |        |        |        |
|  |                  |                        |                  |                  |                |                |              |              |              |              |  |  |        |        |        |        |
|  | Gr.C             | Olympique de Marseille | 2                | 0                |                |                |              |              |              |              |  |  |        |        |        |        |
|  | Gr.C             | Olympique de Marseille | 2                | 0                |                |                |              |              |              |              |  |  |        |        |        |        |
|  | Gr.A             | Stade de Reims         | 1                | 5                |                |                |              |              |              |              |  |  |        |        |        |        |
|  | Gr.A             | Stade de Reims         | 1                | 5                | Stade de Reims | Stade de Reims | 3            | 1            |              |              |  |  |        |        |        |        |
|  |                  |                        |                  |                  | Stade de Reims | Stade de Reims | 3            | 1            |              |              |  |  |        |        |        |        |
|  |                  |                        | Bergerac Foot    | Bergerac Foot    | 0              | 1              |              |              |              |              |  |  |        |        |        |        |
|  | Gr.D             | Bergerac Foot          | Bergerac Foot    | Bergerac Foot    | 0              | 1              | 3            | 0            |              |              |  |  |        |        |        |        |
|  | Gr.D             | Bergerac Foot          |                  |                  |                |                |              | 0            |              |              |  |  |        |        |        |        |
|  | Gr.B             | FC Rouen               | 2                | 0                |                |                |              |              |              |              |  |  |        |        |        |        |
|  | Gr.B             | FC Rouen               | 2                | 0                | Stade de Reims | Stade de Reims | 4            | 0            |              |              |  |  |        |        |        |        |
|  |                  |                        |                  |                  | Stade de Reims | Stade de Reims | 4            | 0            |              |              |  |  |        |        |        |        |
|  |                  |                        | Caluire SCSC     | Caluire SCSC     | 0              | 1              |              |              |              |              |  |  |        |        |        |        |
|  | Gr.C             | Caluire SCSC           | Caluire SCSC     | Caluire SCSC     | 0              | 1              | 5            | 0            |              |              |  |  |        |        |        |        |
|  | Gr.C             | Caluire SCSC           |                  |                  |                |                |              |              |              |              |  |  |        |        |        |        |
|  | Gr.A             | FC Metz                | 1                | 1                |                |                |              |              |              |              |  |  |        |        |        |        |
|  | Gr.A             | FC Metz                | 1                | 1                | Caluire SCSC   | Caluire SCSC   | 6            | 4            |              |              |  |  |        |        |        |        |
|  |                  |                        |                  |                  | Caluire SCSC   | Caluire SCSC   | 6            | 4            |              |              |  |  |        |        |        |        |
|  |                  |                        | AS Étrœungt      | AS Étrœungt      | 0              | 2              |              |              |              |              |  |  |        |        |        |        |
|  | Gr.D             | Stade quimperois       | AS Étrœungt      | AS Étrœungt      | 0              | 2              | 0            | 1            |              |              |  |  |        |        |        |        |
|  | Gr.D             | Stade quimperois       |                  |                  |                |                |              | 1            |              |              |  |  |        |        |        |        |
|  | Gr.B             | AS Étrœungt            | 0                | 2                |                |                |              |              |              |              |  |  |        |        |        |        |
|  | Gr.B             | AS Étrœungt            | 0                | 2                |                |                |              |              |              |              |  |  |        |        |        |        |
|  |                  |                        |                  |                  |                |                |              |              |              |              |  |  |        |        |        |        |

## Bilan de la saison
| Championnat de France féminin de football 1976-1977 |                           |
| Champion                                            | Stade de Reims (3e titre) |
| Dauphin                                             | Caluire SCSC              |
| Promotions et relégations                           |                           |
| Promus en Division 1                                | FC Baldersheim            |
| Promus en Division 1                                | FC Danjoutin              |
| Promus en Division 1                                | CS Château-Thierry        |
| Promus en Division 1                                | AS Gagnerie               |
| Promus en Division 1                                | FC Lyon                   |
| Promus en Division 1                                | AS Romagnat               |
| Relégués en Division d'Honneur                      | ES Arpajonnaise           |
| Relégués en Division d'Honneur                      | AC Landouge               |
| Relégués en Division d'Honneur                      | AS Nancy-Lorraine         |
| Relégués en Division d'Honneur                      | FC Rouen                  |
| Relégués en Division d'Honneur                      | AS Valentigney            |
| Relégués en Division d'Honneur                      | FC Vendenheim             |